# أليكسين
أليكسين (بالروسية: Алексин) هي إحدى مدن روسيا في الكيان الفدرالي الروسي تولا أوبلاست.

## توأمة
لأليكسين اتفاقيات توأمة مع كل من:
- ييلابوغا
- تيفات